# Желанное (Воронежская область)
Жела́нное — село в Аннинском районе Воронежской области России.
Входит в состав Мосоловского сельского поселения.

## Население
| 1859 | 1897 | 2000 | 2005 | 2010 |
| ---- | ---- | ---- | ---- | ---- |
| 362  | ↗607 | ↘346 | ↘345 | ↘301 |

## Улицы
- ул. Заречная,
- ул. Коммунистическая,
- ул. Мира.